# Benji (2018)
Benji é um filme americano de 2018 no gênero filme de família escrito e dirigido por Brandon Camp, e produzido pela Blumhouse Productions. O filme é um remake do filme de 1974 com o mesmo nome, que foi dirigido pelo pai de Camp, Joe. Estrelando Gabriel Bateman e Darby Camp.
O filme foi lançado em 16 de março de 2018, na Netflix.

## Elenco
- Kiele Sanchez como Whitney
- Gabriel Bateman como Carter
- Darby Camp  como Frankie
- Will Rothhaar como Syd
- Angus Sampson como Titus
- Jerod Haynes como Lyle

## Produção
Em 21 de maio de 2016 a Blumhouse Productions anunciou um reboot do filme Benji de 1974, que seria dirigido pela Brandon Camp e estrelando Gabriel Bateman no filme.

### Filmagens
A fotografia Principal do filme começou em outubro de 2016.

## Recepção
Na análise do agregador do site Rotten Tomatoes, o filme tem um índice de aprovação de 50% com base em 6 opiniões, e uma avaliação média de 5,9/10. No Metacritic, o filme tem uma pontuação média ponderada de 47 de 100, baseada em quatro críticos, indicando "revisões mistas ou médias".